# Трёхарочный мост (Гатчина)
Трёхарочный (Львиный) мост — автодорожный каменный арочный мост через протоку, соединяющую Карпин пруд и Чёрное озеро в Гатчине, Ленинградская область. Памятник архитектуры, объект культурного наследия регионального значения. По оценкам специалистов принадлежит к числу лучших образцов мостостроительного искусства рубежа XVIII и XIX веков. Расположен в створе проспекта 25 Октября у площади Коннетабля.

## История
Автором проекта был А. Д. Захаров. Мост был сделан трёхарочным, с равными по высоте и пролётам арками. На средних устоях сделаны полукруглые выступы из тёсаного плитного камня, украшенные каменными резными гирляндами. Замковые камни украшены львиными масками из пудостского камня авторства М. П. Александрова-Уважного. Предполагалось украсить мост аллегорическими скульптурами «Изобилие рек» и военными трофеями.
В начале 1801 года все незавершённые в парке работы были завершены по распоряжению Александра I. Мост не был достроен, но забивка свай под устои моста уже была почти завершена, поэтому работы были продолжены в том же году. Скульптуры не были установлены, но шестнадцать звеньев решёток были отлиты из чугуна Кронштадтским чугунолитейным заводом.
В 1883 выполнен ремонт перил. В 1886 году выполнен капитальный ремонт моста, поставлены новые перила из пудостского камня.
В 1944 году мост был взорван при отступлении немецких войск. Две из трёх арок и ограда частично уцелели со стороны Карпина пруда, со стороны Приоратского парка уцелела одна арка с остатками замкового камня и львиной маской.
В послевоенные годы протока сильно заросла, устои затянулись илом, из трёх арок просматривалась только одна. В 1990 году выполнена реставрация моста.